# Sky Commando
Sky Commando é um filme de guerra estadunidense de 1953 lançado pela Columbia Pictures, dirigido por Fred F. Sears e estrelado por Dan Duryea, Frances Gifford e Mike Connors.

## Elenco
- Dan Duryea como Coronel Ed (E.D.) Wyatt
- Frances Gifford como Jo McWethy
- Mike Connors como Tenente Hobson "Hobbie" Lee (creditado como "Touch Conners")
- Michael Fox como Major Scott
- William Bryant como Tenente John "Johnny" Willand (creditado como Will R. Klein)
- Freeman Morse como Danny Nelson
- Dick Paxton como Capitão Frank Willard
- Selmer Jackson como General Carson
- Dick Lerner como "Jorgy"
- Morris Ankrum como General W.R. Combs